# Glonojad syjamski

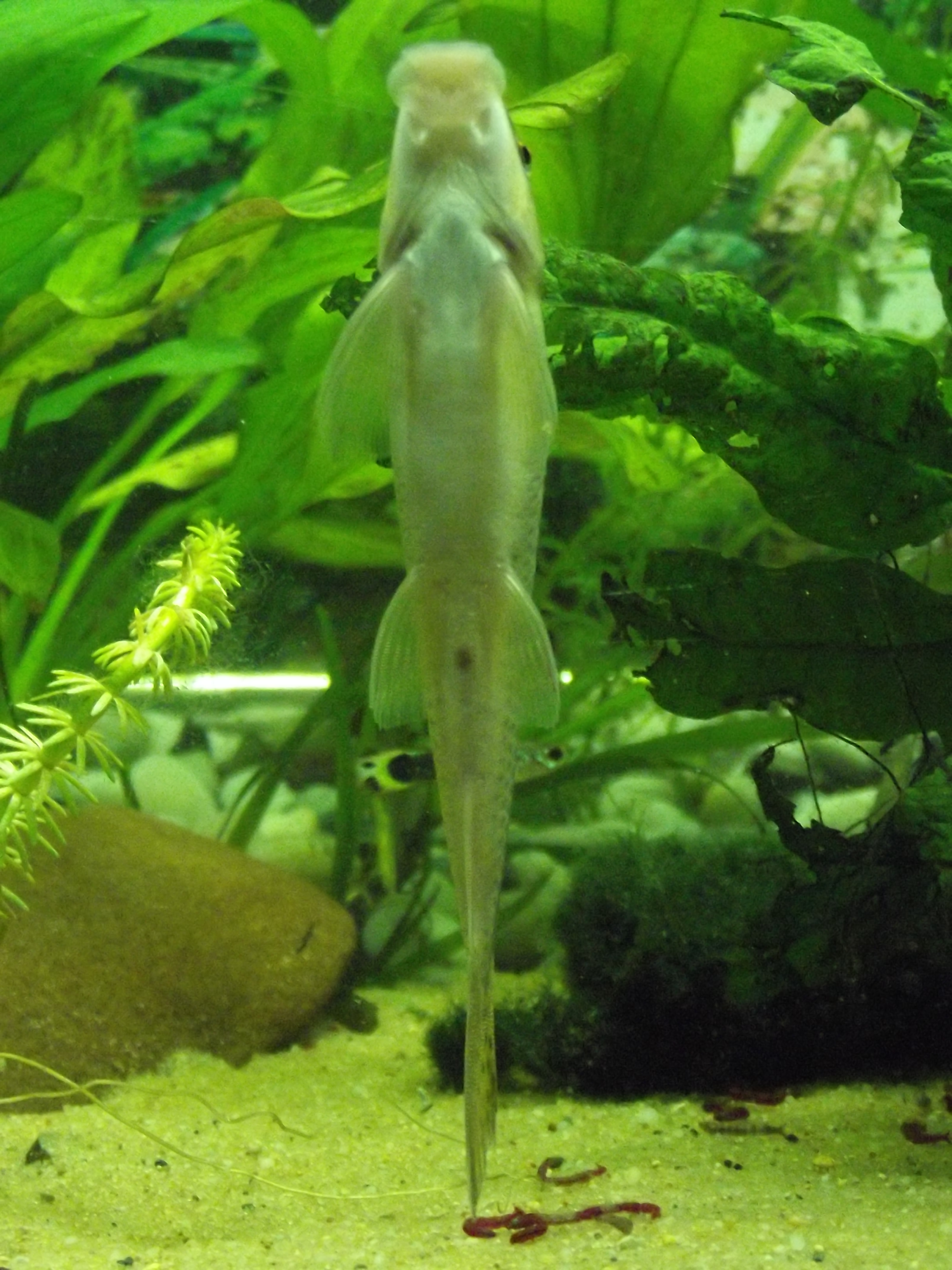
Widok od strony brzusznej

Glonojad syjamski (Gyrinocheilus aymonieri) – gatunek słodkowodnej ryby z rodziny okrągłoprzyssawkowatych (Gyrinocheilidae). Jest hodowany w akwariach. 

## Wprowadzenie
Po raz pierwszy gatunek ten został opisany w roku 1883 przez Gilberta Tiranta. Pierwotnie został zaliczony do rodzaju Psilorhynchus pod nazwą Psilorhynchus aymonieri. Na początku XX wieku w roku 1935 klasyfikacja ta została zweryfikowana, w wyniku czego indyjski ichtiolog Sunder Lal Hora na podstawie zdjęć oraz zachowanych we francuskim muzeum w Lyonie okazów określił przynależność tego gatunku do rodzaju Gyrinocheilus (Vaillant, 1902). 
W Europie glonojad syjamski pojawił się w roku 1955, kiedy sprowadzono do Monachium dużą partię tych ryb dla ogrodów zoologicznych, instytutów naukowych, jak też wśród hodowców akwarystów. Gatunek zyskał od razu dużą popularność ze względu na pomoc w usuwaniu glonów z akwarium.

## Występowanie
Zasiedla słodkowodne górskie potoki oraz nizinne wody rzek i jezior na Półwyspie Indochińskim, gdzie zamieszkuje wody zarówno szybko płynące jak i stojące. Spotykany w rzekach Tajlandii (Menam, Maeklong), Laosu, Kambodży, Wietnamu (Mekong) oraz w jeziorach (m.in. Tonle Sap w Kambodży).

## Opis
Kształt z wyglądu zbliżony jest do występującego w Polsce kiełbia krótkowąsego. Ciało kształtu wrzecionowatego, grzbiet lekko wygrzbiecony, ciemniejszy w górnej partii, od strony brzusznej jaśniejszy. Barwa ciała w miarę dorastania ulega stopniowej zmianie. W początkowym okresie od pyska aż do ogona przebiega ciemny, brązowy pas przerzedzany ciemniejszymi plamami. W zależności od stanu, w jakim się znajduje deseń ryby może być bardziej lub mniej wyraźny. W miarę dorastania plamy te stają się coraz bardziej widoczne. Ciało przybiera barwę brązowożółtą, od strony brzusznej wyraźnie jaśniejszą. 
Płetwa grzbietowa z 10–12 promieniami, płetwy jasne, ogon wcięty i nakrapiany. Otwór gębowy przekształcony jest w przyssawkę zaopatrzoną w drobną "tarkę" umożliwiającą zbieranie glonów z roślin, kamieni czy korzeni. W jej górnej części znajduje się jama skrzelowa, która zaopatrzona jest w kanaliki do przepływu wody, pozwalające rybie oddychać. Liczba ruchów potrzebnych do wykonania przepływu wody jest bardzo duża, dochodzi do 240 na minutę.
W warunkach naturalnych dorasta do 25–30 cm, w akwarium jest dużo mniejszy, 12–15 cm długości.

## Dymorfizm płciowy
U samca w okresie dorastania w obrębie pyska pojawiają się brodawkowatego kształtu wypryski przybierające kulisty kształt. Samica jest większa, w okresie tarła na jej głowie pojawia się wysypka. 

## Warunki w akwarium
| Zalecane warunki w akwarium | Zalecane warunki w akwarium               |
| --------------------------- | ----------------------------------------- |
| Zbiornik                    | duży, min. 100 l, zarośnięty roślinnością |
| Temperatura wody            | 23–30 °C                                  |
| Twardość wody               | miękka do średnio twardej (do 19°n)       |
| Skala pH                    | zakres duży, 6,5–8,0                      |
| pokarm                      | peryfiton, fitoplankton, zooplankton      |
| Uwagi                       | akwarium przykryte, dobrze natlenione     |

Ryba ogólnie towarzyska, na swym obszarze preferuje kryjówki z kamieni lub korzeni. W miarę dorastania obiera sobie rewir (np. grota z kamieni) i w stosunku do ryb swego gatunku może być bardziej agresywna. Dochodzi wówczas do gwałtownych lecz krótkotrwałych gonitw za „przeciwnikiem” (rywalem).
Głównym pożywieniem są glony, lecz w akwarium glonojad syjamski odżywia się nie tylko nimi. Jako pokarm roślinny mogą być podawane sparzone liście sałaty lub szpinaku. Zjada również pokarm typu zwierzęcego opadły na dno zbiornika (rureczniki), oraz suchy prowiant. Ryba przekarmiana zaprzestaje jedzenia glonów. Również w przypadku spadku temperatury poniżej 20 °C zaprzestaje jedzenia. Najbardziej aktywne w zjadaniu glonów są młode ryby. 
Starsze okazy hodowane w akwarium wielogatunkowym mogą spowodować szkody wśród ryb i roślin. Ma to miejsce wśród delikatnych roślin, które mogą zostać zniszczone, dlatego wskazane jest obsadzanie zbiornika roślinami o mocnych liściach, np. roślin z rodzaju zwartka. Do ciała dużych ryb glonojady syjamskie mogą się przyssać, powodując rany, co w następstwie może spowodować nawet ich śnięcie. 

## Tarło
Na miejsce do składania ikry tarlaki obierają sobie duży kamień lub korzeń. Nie oczyszczają go. Ikra jest drobna, przezroczysta.